# Elelea concinna
Elelea concinna är en skalbaggsart som först beskrevs av Francis Polkinghorne Pascoe 1857.  Elelea concinna ingår i släktet Elelea och familjen långhorningar. Inga underarter finns listade i Catalogue of Life.